# Reino Ermitaño
Reino Ermitaño es una banda de Doom Metal proveniente de Lima (Perú).

## Historia
La banda se inició en Lima en el 2001, su formación original estuvo comprendida por Tania Duarte en la voz, Marcos Coifman en el bajo, Julio "Ñaca" Almeida en la batería y Henry Guevara en la guitarra.

Después de grabar los tres primeros discos, Guevara dejó la banda. En su reemplazo entró temporalmente Frank Pachas (de la banda peruana de Stoner Doom "Caballo de Plomo"), para luego, ceder su lugar a Eloy Arturo (de la banda peruana de Folk Doom/Death Metal: "Kranium"), con quien se grabó el cuarto disco, "Veneración del Fuego".

En el 2009 la banda realizó la gira "Beyond The Cave" (que además sirvió de presentación del tercer disco: "Rituales Interiores") pasando por varios países de Europa, destacando su participación en la sexta edición del festival alemán Doom Shall Rise, junto a bandas representativas del Doom Metal mundial como Pagan Altar, Lord Vicar y Wino (vocalista de Saint Vitus).
En el 2010 la banda realiza su segunda gira internacional, presentándose por primera vez en las ciudades de Santiago y Concepción en Chile, compartiendo escenario con bandas locales como Yajaira, Sangría, Bitterdusk, Hielo Negro, Kayrus y Condenados.
En el 2012, Reino Ermitaño lanzó su cuarto disco, Veneración del Fuego, recolectando buenas críticas de la prensa, sobre todo europea. Durante ese mismo año, la banda compartió escenario con bandas peruanas como Mazo, Tlön y Caballo de Plomo, además de bandas internacionales como Cauchemar (Canadá), Electrozombies (Chile), Pendejo (Países Bajos) y Cultura 3 (Venezuela).
En el 2013, la banda abrió el concierto en Lima,  junto con dios hastío, de Corrosion of Conformity.
En marzo del 2014, Reino Ermitaño empieza la grabación de su quinto disco, "Conjuros de Poder". El mismo que saldría a la venta en septiembre del mismo año. 
Para fines del 2014, se ha confirmado la presencia de la banda en los festivales "Doom Over Vienna" en Austria, "Malta Doom Metal" en la Isla de Malta. y en la novena edición del Festival alemán "Hammer of Doom" junto a bandas como Trouble y Saint Vitus.

## Discografía
- Reino Ermitaño (2003) - Ogro Records (Perú) - CD.
- Brujas del Mar (2006) - PsicheDOOMelic Records (Austria), Ogro Records (Perú) - CD.
- Rituales Interiores (2008) - I Hate Records (Suecia), Ogro Records (Perú) - CD/LP.
- Veneración del Fuego (2012) -  I Hate Records (Suecia), Ogro Records (Perú) - CD.
- Conjuros de Poder (2014) - Ogro Records / Tóxico Records (Perú) - CD/LP.